# Парфьонова Станіслава Олександрівна
Станіслава Олександрівна Парфьонова (20 серпня 1998, Красний Лиман, Донецька область) — українська волейболістка, пасуюча. Гравець національної збірної. Чемпіонка Золотої євроліги 2025 року. Майстер спорту України (від 28 липня 2022).

## Клуби
| Роки      | Команди                |
| --------- | ---------------------- |
| 2018—2019 | «Харків'янка» (Харків) |
| 2019—2021 | «Полісся» (Житомир)    |
| 2021—2022 | «Орбіта» (Запоріжжя)   |
| 2022—2024 | «Аланта» (Дніпро)      |
| 2024—     | «Буковинка» (Чернівці) |

## Досягнення
Золота євроліга
- Перше місце (1): 2025

Чемпіонат України
- Перше місце (1): 2025

Кубок ліги
- Перше місце (1): 2022

Суперкубок України
- Перше місце (1): 2024

## Статистика
У збірній:
| Рік  | Турнір          | Ігри | Сети | Очки | Ср. | Місце | Примітки |
| ---- | --------------- | ---- | ---- | ---- | --- | ----- | -------- |
| 2025 | Золота євроліга | 3    | 4    | 0    | 0   | 1     |          |